# Pavle Pandurović — Paja Trošak
Pavle Pandurović — Paja Trošak je seoski domaćin iz Malog Mokrog Luga, i kao takav izmišljeni lik iz serije Porodično blago, Siniše Pavića. Lik Paje Pandurovića, tumačio je srpski i jugoslovenski glumac, Aleksandar Berček.

## Izgled i karakter lika
Paja Pandurović je prosedi, proćelavi čovek srednjeg rasta, prosede bradice, kasnih pedesetih godina, seoski domaćin iz Malog Mokrog Luga, poznat u svom kraju po lumperskom pucanju pištoljem u vazduh i poznavanju prava, o kom je stekao znanja kao češća sudska mušterija. Zbog češćeg suđenja sa pojedinim komšijama, prvenstveno sa komšijom Perom Francuzem, dobio je nadimak — Trošak. Paja zna biti pomalo nervčik, jarostan, inadžija, namćor i kavgadžija, ali on je u suštini dobar, inteligentan, dobronameran i pravdoljubiv čovek. U kući drži pištolj i lovačku pušku kao meru ličnog naoružanja, ima dva pit bula, a kao meru protiv provalnika, ima puštenu struju u žicama na ogradama po imanjima. On je tipična paradigma balkanskog domaćina i balkanskog mačo muškarca starog kova i očinska figura. Često je bio učesnik u sporovima pravne prirode ili je samo teorijski pričao o pravnim pitanjima u praksi. Kad je kod kuće i u bližoj okolini, obično nosi elegantna odela svetlijih boja, obično ogrnut sakoom, pletene džempere na zakopčavanje i šiveni kačket.
Oženjen je Persidom Sidom, domaćicom, koju je tumačila srpska glumica, Ljiljana Stjepanović, sa kojom ima kćerku jedinicu, Zorku, koju je igrala srpska glumica Jelena Čvorović, stariju udavaču sklonu periodičnom uživanju u alkoholu, koja se udala za Đorđa Đošu Stojkovića iz sela Stajkovce kod Leskovca, koji je došao kod nje u kuću, postao domazet.
Tihomir Stojković, rodom od okoline Leskovca, je prokljuvio da se na njegovom placu u Malom Mokrom Lugu, koji je kupio od Gavrila Gavrilovića, nalazi zakopano blago. Kako je blago ipak više bilo u susednom placu, izvesnog Paje Pandurovića, nagovorio je svog brata, Đorđa Đošu Stojkovića, da se oženi kćerkom jedinicom izvesnog Pandurovića, da postane domazet i da se tako domognu zlata.
Tokom prve bračne noći Đorđa i Zorke, dok je Paja Trošak bio u pritvoru zbog svadbenog lumpovanja sa pucanjem u vazduh, Tihomir je iskopao blago. Pored Tihomirovog uspešnog iskopavanja zlata i ostvarenja njegovog cilja, i brata je oženio, a Đorđe i Zorka su naposletku ostali zajedno.